# Isidoro Quaglio
Isidoro Quaglio (Rovigo, 11 luglio 1942 – Rovigo, 2 aprile 2008) è stato un rugbista a 15, allenatore di rugby a 15 e canottiere italiano, vincitore del titolo nazionale sia nel rugby a 15 che nel canottaggio; da allenatore guidò la Nazionale italiana di rugby.

## Biografia
Isidoro Quaglio nacque a Rovigo nel 1942 e iniziò a praticare fin da giovanissimo sia il rugby che il canottaggio.

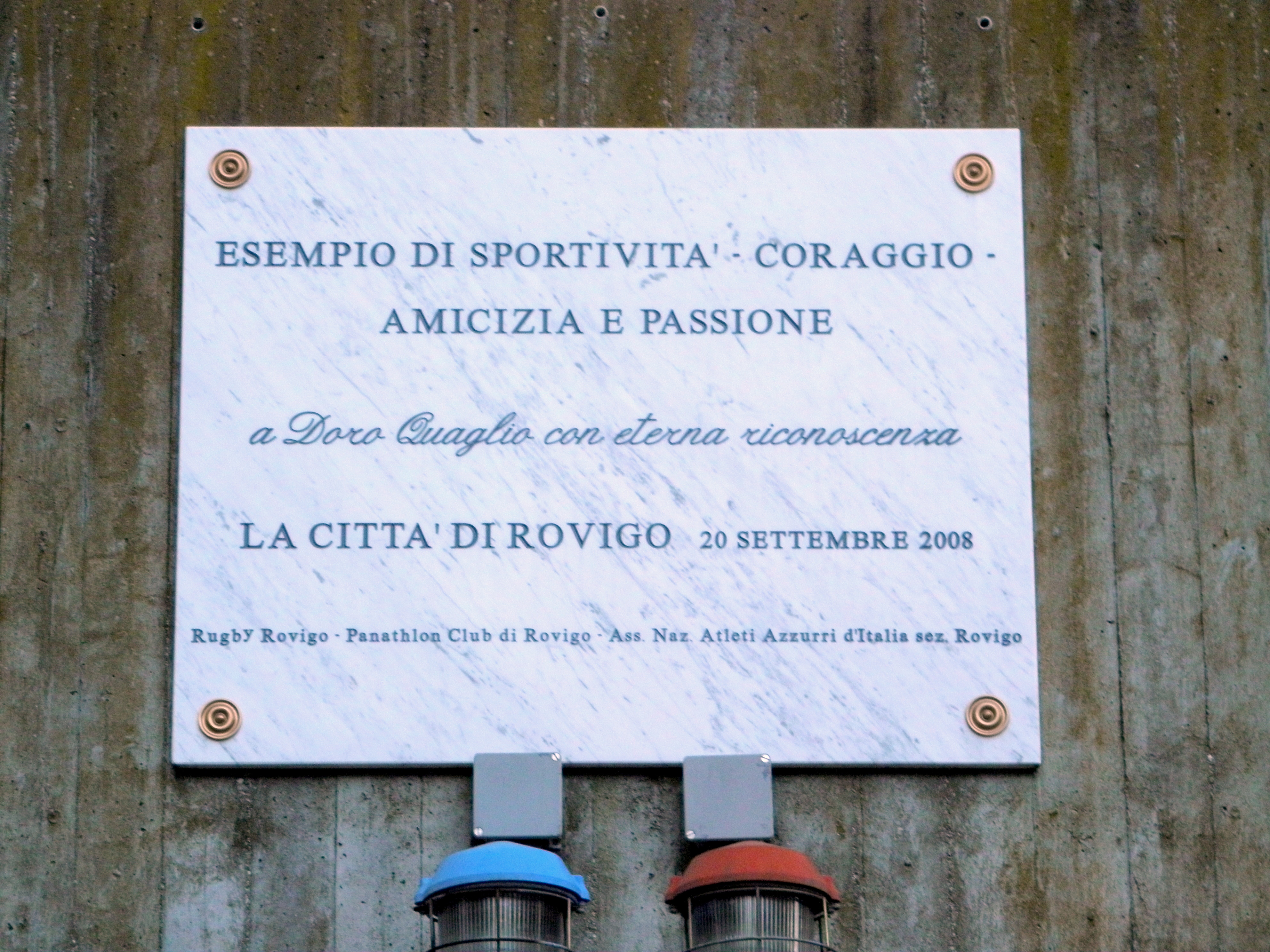
Targa dedicata a Quaglio allo stadio Battaglini di Rovigo

All'età di 16 anni esordì in serie A nel Rovigo, nel quale giocò fino alla partenza per il servizio militare, che svolse nel corpo dei Corazzieri; durante le armi fu canottiere per il suo gruppo militare, con cui si aggiudicò il titolo nazionale dell'otto con nel 1963.
Ripresa l'attività rugbistica, fu ingaggiato dal Bologna e, tornato alla vita civile, fu in Francia al Bourgoin-Jallieu, città nella quale si era trasferito dopo che il club gli aveva trovato un impiego al fine di assicurargli il permesso di soggiorno.
Dopo una stagione oltralpe, tornato in Italia, riprese a giocare nel Rovigo in cui rimase fino al termine della sua carriera, che avvenne nel 1978.
Nel decennio a Rovigo vinse lo scudetto del 1975-76.
Tra il 1970 e il 1976 disputò 15 incontri in Nazionale (di cui 14 test match), e prese parte anche al tour in Africa meridionale del 1973 capitanato da Marco Bollesan, nel quale l'Italia vinse contro la selezione coloured del Sudafrica, i Leopards
Nel 1977 fu anche allenatore della Nazionale, a seguito delle dimissioni di Roy Bish, di cui era secondo, sebbene per solo due incontri di Coppa FIRA: vittoria contro la Polonia 29-3 e rovescio contro la Romania per 0-69, la peggior sconfitta azzurra fino ad allora.
In seguito Quaglio rimase nell'ambiente come tecnico e promotore dell'attività rugbistica; colpito da un tumore al colon, morì a Rovigo il 2 aprile 2008 a 66 anni ancora da compiere.
I funerali si tennero il 4 aprile successivo sul terreno dello stadio Mario Battaglini, campo di casa della compagine rodigina.

## Palmarès
- Campionati italiani: 3
Rovigo: 1961-62; 1962-63; 1975-76